# Philipp Brand (Politiker)
Philipp Brand (* 30. Dezember 1833 in Worms; † 5. November 1914 in Mainz) war ein deutscher Politiker. Er war Direktor einer Immobiliengesellschaft und Mitglied des Reichstags des Deutschen Kaiserreichs.

## Leben
Als Sohn eines Metzgers geboren, studierte Brand nach dem Besuch des Gymnasiums in Worms Rechtswissenschaften in Gießen. Während seines Studiums wurde er 1853 Mitglied der Gießener Burschenschaft Germania. Er wurde zum Dr. phil. promoviert. Von 1864 bis 1872 war er Syndikus der Hessischen Ludwigsbahn in Mainz, anschließend in Mainz Direktor der „Süddeutschen Immobiliengesellschaft“.
Im März 1887 gewann er für die Nationalliberale Partei eine Ersatzwahl im Reichstagswahlkreis Hessen 2 (Friedberg, Büdingen, Vilbel) und gehörte dem Reichstag bis zum Ende der Legislaturperiode im Jahre 1890 an.
In Mainz war er Meister vom Stuhl der Freimaurerloge „Die Freunde zur Eintracht“.